# Talníkovi
Talníkovi (en rus: Тальниковый) és un poble (un possiólok) de l'óblast d'Astracan, a Rússia, segons el cens del 2010 tenia 443 habitants.